# Ритмический институт
Ритмический институт — был основан в июле 1919 года, в Москве. Уникальное учебное, а потом и научное заведение, существовавшее в последние относительно свободные годы жизни России, вдохновителем и одним из основателей института был князь Сергей Волконский. Институт размещался в «Малом Власьевском переулке близ Арбата, в бывшем особняке известного домовладельца купца Ивана Михайловича Коровина. Большой зал с серыми мраморными колоннами, огромные венецианские окна уютных гостиных, с широкими угловыми диванами, комнаты верхнего этажа, предназначавшиеся для студенческого общежития, полуподвальное помещение с классами для индивидуальных занятий, огромная застекленная терраса, выходящая в маленький сад, еще одна терраса на плоской крыше левого крыла этого дома…». В программу обучения в Институте Ритма входили такие дисциплины, как сольфеджио, история музыки, педагогика, художественное слово, пластика и, конечно, главным практическим предметом была ритмика, её в разное время преподавали В. А. Гринер, кн. С. М. Волконский, который лишь о Ритмическом Институте говорил, что это было "единственное заведение, где шла работа". Предметы, преподаваемые на курсах, разнились — так, на втором году обучения появились новые, вместе с приходом новых педагогов. Хорошо видно, как постепенно расширялся курс Института: театральную лабораторию преподавал Фердинандов, методику, импровизацию, сольфеджио — Н. Г. Александрова, ритмику — Александрова и Е.Чаянова, эстетику — профессор Ильин, дыхание — Дробова, пластику — Богословская, шведскую гимнастику — Иванов, психологию — Коннюбах, физиологию — Ненюков, ритмический диктант — Н.Егина. Третий год — выпускной, здесь опять появляются новые предметы и имена: шведскую гимнастику ведет Гиппенрайтер, пластику — Татьяна Тар, дыхание — Галактионова, импровизацию, вместе с Н. Г. Александровой, ведет Оранский. Кузнецов читает лекции по истории музыки, Четвериков — по психологии, Жемчужников — лекции по анатомии и физиологии. Среди преподавателей был и Вс. Иванов, который вел семинар по стиховедению.
Работа Института подробно комментировалась в прессе. Одна из первых заметок об Институте показывает, насколько напряженно и быстро шла работа — уже через полгода после открытия состоялся первый выпуск ритмистов
Постепенно налаживались связи с «корнями»: ректор Института Н. Г. Александрова ездила в Женеву, где в то время размещалась школа Далькроза, для ознакомления с новыми работами ритмистов. Проходили совещания ритмистов «с целью координации работы всех московских ритмистов-далькрозистов и установления общей методологии». О популярности Института говорит тот факт, что при нем были организованы «дилетантские группы для лиц, не думающих специализироваться в этой области, но желающих укрепить свои ритмические способности» — так было и в Хеллерау…
Пользовался Институт в то время и крепкой поддержкой властей: когда в 1921 г. ввели НЭП, и начали сокращать и снимать с государственной дотации многие танцевальные школы, Института ритма остался государственным. Годом позже он пережил вторую волну сокращений, несмотря на усиливающуюся полемику в прессе о пользе или вреде ритмики. В одном из журналов, кстати, появилась весьма примечательная статья, автор которой проводил четкое разделение между ритмикой и танцевальными студиями: «Все их (хореографических студий) искания правомерны и ценны. Но все они имеют ограниченное значение — для развития хореографического искусства и не связаны с насущными требованиями жизни… для этих студий постановка — конечная цель всех занятий. Наоборот, для ритмистов постановка — только отклонение от основной работы», и поэтому, учитывая первостепенное значение для республики Института Ритма, нужно дать ему возможность спокойно работать, «подготовляя тех инструкторов ритмики, в которых страна так нуждается». Спокойной работы, однако, не получалось. Волконский вспоминает, сколько раз приходилось отстаивать Институт от переселения, как после одного выселения пропала библиотека Института — собрание книг по ритмике.
Все учившиеся в Институте отмечают удивительную атмосферу занятий, вот только два отзыва выпускниц Института: «До чего же мы любили занятия в этом милом доме! Мы совершенно не считались со временем, занимались иногда до позднего вечера, стараясь закончить новую постановку. Такая увлеченность давала хорошие результаты. Весь день был наполнен музыкой, движением, радостью…». «Раскрепощению тела служила и одежда. Мы одевались в черные трикотажные хитоны, руки и ноги оставались обнаженными. Свобода! … Каждый урок был для нас счастьем. Урок отнюдь не был простой суммой музыки и телодвижений. Это был процесс созидательный, который возвышал нас в царство искусства…».
Помимо учебной и научной работы, Институт выступал с демонстрациями ритмических импровизаций и этюдов в Москве, неизменно привлекавшими к себе внимание. О первой такой демонстрации извещает маленькая заметка «Ритмический институт», подписанная инициалами «С. В.» (Сергей Волконский ?): «В первой [части] будут показаны воспитательные приемы системы с соответствующими объяснениями. Во второй части будут даны образцы художественного применения: отрывок из „Орфея“ Глюка, финал из G-дурной симфонии Гайдна, ритмические картины по музыке Н. Г. Александровой, ритмический марш С. М. Волконского». Об этой же демонстрации писали в прессе, что одним из наиболее радостных и ярких явлений театра явились «два скромных показательных урока, устроенных 15 и 16 мая [1920 г.] в театре Зон…, именно здесь, в этих коллективных ритмических импровизациях и этюдах было больше всего тех элементов, из которых слагаются впоследствии новые формы театра». Вспоминал эти показательные вечера и Волконский: «Уже на второе лето своего существования мы дали большую ритмическую демонстрацию в полтораста человек в театре Зона; она была повторена два раза при битком набитом зале». (Театр Зон — затем театр РСФСР-1).
Ко времени первого приезда в Петроград в 1921 году Институт стал признанным педагогическим центром. Гастроли Института проходили в помещении Государственного театра Комической оперы, 25 и 26 мая 1921 года. Демонстрация открылась вступительным словом Н. Г. Александровой, затем зрители увидели ритмические упражнения, далее последовали этюды. Среди номеров был и ритмический марш на музыку и в постановке С. М. Волконского. 29 и 30 мая 1921 в Питере состоялась конференция по движению, приуроченная к гастролям москвичей. Среди участников были также питерские ритмические учреждения, в том числе Государственная балетная школа, Институт им. Лесгафта. В программе конференции были предусмотрены отдельные доклады и выступления, в частности, Волконский, пишет пресса, «обстоятельно выявил в своем докладе основы далькрозовской системы».
Институт Ритма был закрыт в 1924 году – «в порядке разгрузки Москвы», как писали в журналах. Закрытию предшествовала компания в прессе; статьи этого периода отмечены весьма характерными названиями, например: «Система Далькроза перед судом науки». Несмотря на такое краткое существование Института, состоялось три выпуска педагогов-ритмистов, среди них: Н.Збруева, А.Заколпская, Н.Белова, И.Кандаурова, В.Ляуданская, О.Быстрицкая, Н,Кизевальтер, З.Кожемяка, Е.Шишмарева, Л.Залкиндт, Е.Соболева, Ц.Брук, Т.Бабаджан, Т.Мамиконян, Б.Двоскина, С.Товбин, Я.Ковальская, Л.Степанова, М.Геворкян, Е.Цветкова, М.Галактионова, В.Яновская, Е.Измайлова, Е. В. Конорова, Н.Егина.